# 鹅白毛兰
鹅白毛兰（学名：Eria stricta）为兰科毛兰属下的一个种。

## 扩展阅读
- 維基物種上的相關：鹅白毛兰